# Bibliothèque d'État du Victoria

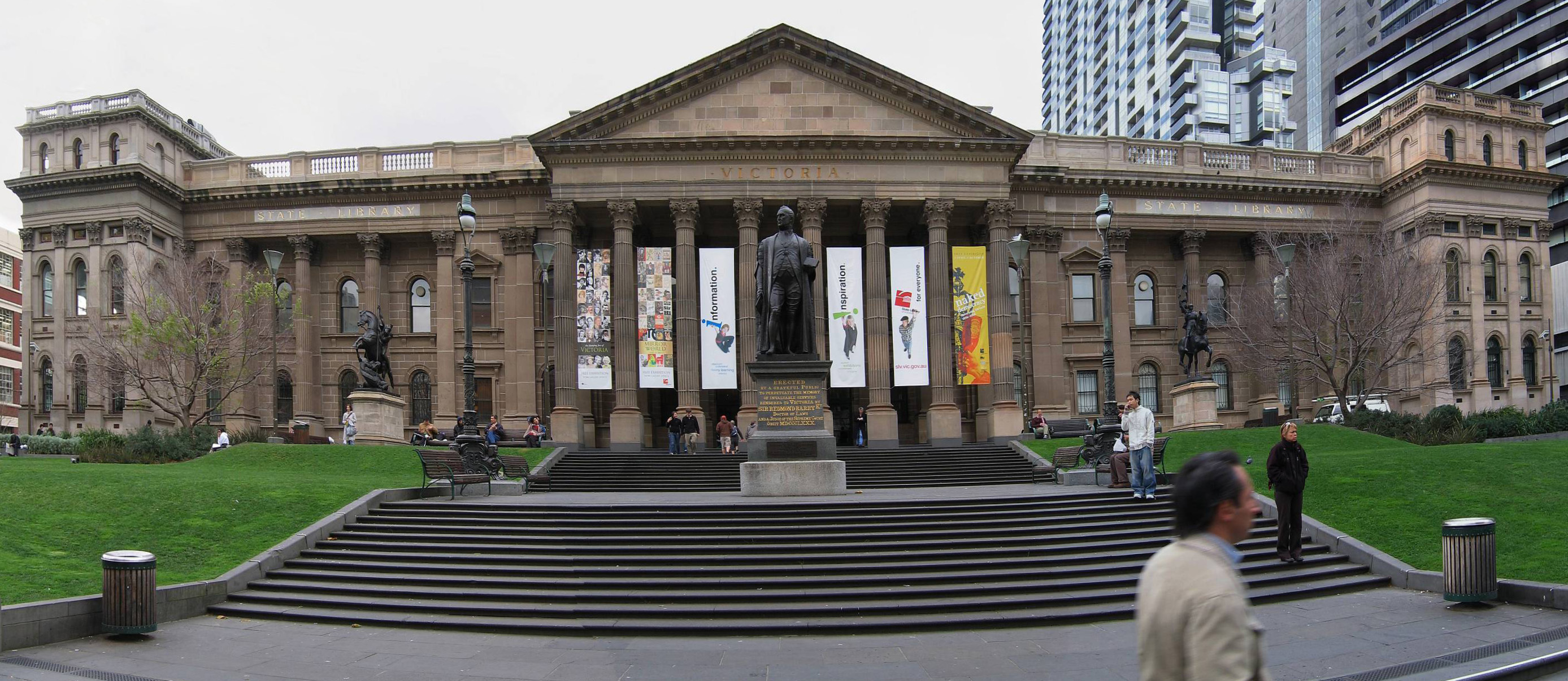
Une vue panoramique de la façade de la bibliothèque et de sa pelouse depuis Swanston Street

La Bibliothèque d'État du Victoria (en anglais : State Library Victoria) est la bibliothèque centrale de l'État de Victoria, Australie. Elle se trouve à Melbourne dans le bloc délimité par La Trobe street, Swanston street, Little Lonsdale street et Russel street, dans la partie nord du district central de la cité. Cette bibliothèque détient plus de 1,5 million de livres et 16 000 périodiques, dont les journaux des fondateurs de la cité, John Batman et John Pascoe Fawkner, ainsi que des écrits de James Cook.

## Histoire

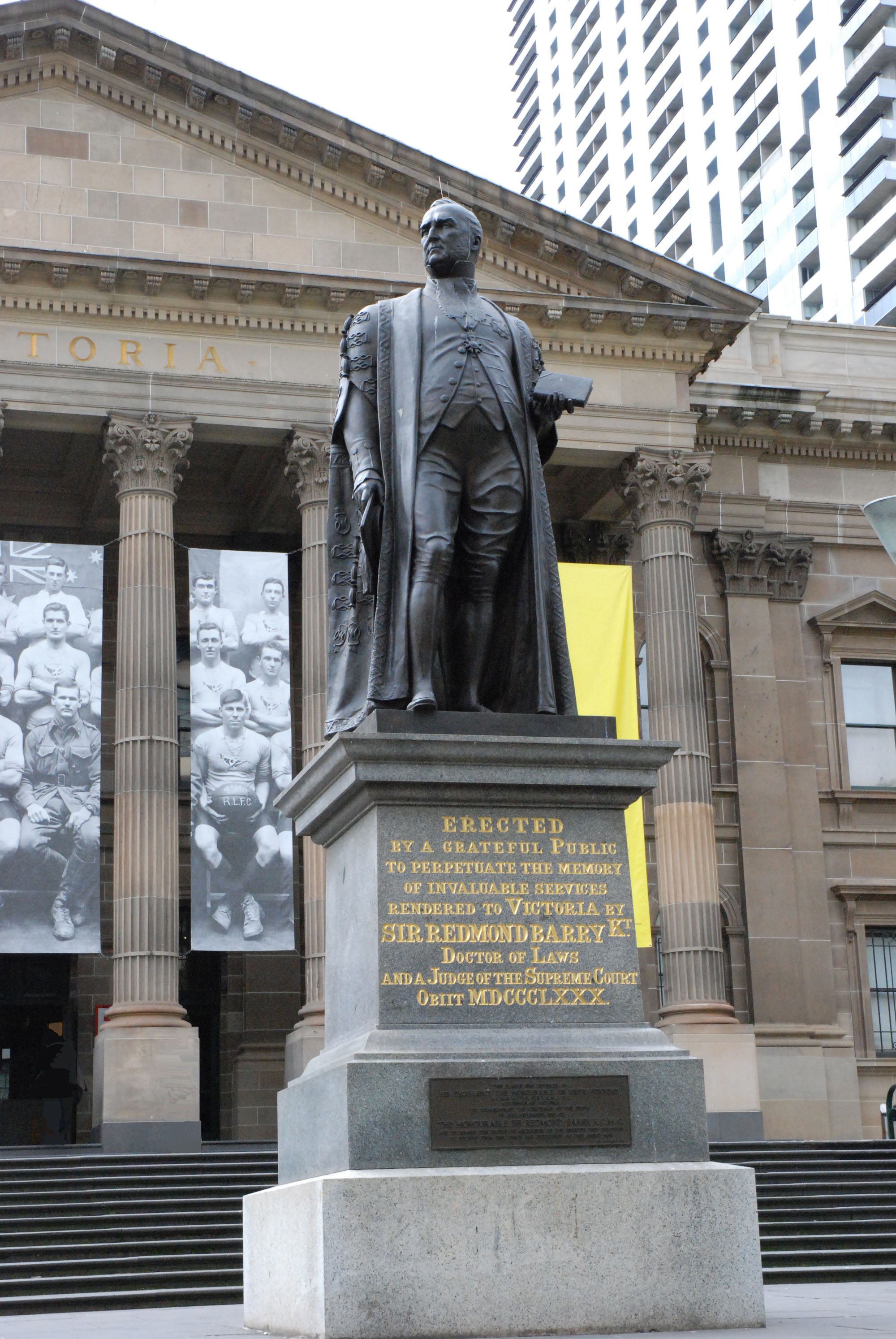
Statue de Redmond Barry devant l'entrée principale

En 1853, la décision de construire une bibliothèque d'État fut prise à l'instigation du lieutenant-gouverneur Charles La Trobe et de Sir Redmond Barry. Un concours fut organisé pour décider qui concevrait le nouveau bâtiment. Il fut remporté par un architecte local, Joseph Reed, qui réalisa plus tard l'Hôtel de ville de Melbourne et le Palais royal des expositions.
Le 3 juillet 1854, le gouverneur nouvellement promu, Sir Charles Hotham, posa la première pierre de la future bibliothèque, ainsi que celle de l'Université de Melbourne. La bibliothèque ouvrit en 1856, avec un fonds de 3 800 livres choisis par Sir Redmond, l'administrateur en chef. Augustus H. Tulk, le premier bibliothécaire, fut recruté trois mois après l'ouverture.
La première salle de lecture, ouverte en 1859, fut baptisée « Queen's Reading Room » (la salle de lecture de la reine), et est appelée maintenant « Queen's Hall ». Des bâtiments provisoires, construits en 1866 pour l'Exposition coloniale, furent utilisées par la bibliothèque jusqu'en 1909, date à laquelle  commencèrent les travaux de la nouvelle annexe, marquant le jubilé de la bibliothèque. Ce nouveau bâtiment abritait la fameuse « Domed Reading Room » (la salle de lecture à coupole), conçue par Norman G. Peebles, et qui fut ouverte au public en 1913. Les plans originaux de l'annexe furent revus à la baisse pour des raisons budgétaires, et l'annexe, qui allait abriter aussi le nouveau musée, fut graduellement construite entre les deux guerres dans un style néoclassique austère.
Les ouvertures du dôme, destinées à amener le jour, furent modifiées et recouvertes de feuilles de cuivre en 1959 à cause d'infiltrations d'eau.
À l'origine, le complexe de la bibliothèque abritait également le « State Gallery » (le musée d'art de l'État) et le musée, jusqu'à ce que le premier, renommé National Gallery of Victoria, s'installât à St Kilda Road à la fin des années 1960, et le second, baptisé Musée de Melbourne, déménageât dans de nouveaux locaux construits dans les Jardins Carlton dans les années 1990.
Entre 1990 et 2004, la bibliothèque connut plusieurs importantes rénovations, définies par les architectes Ancher Mortlock & Woolley. Ce projet coûta approximativement 200 millions de dollars australiens. La salle de lecture ferma en 1999 pour permettre sa rénovation, pendant laquelle l'éclairage naturel fut rétabli. La salle, rebaptisée « salle de lecture La Trobe » rouvrit en 2003.
Le réaménagement inclut la construction d'un certain nombre d'espaces destinés à accueillir les expositions permanentes «  The Mirror of the World: Books and Ideas » (le miroir du monde : livres et idées) et « The Changing Face of Victoria » (le visage changeant du Victoria), ainsi qu'une exposition de peintures dans la galerie Cowen. Grâce à ce réaménagement, la bibliothèque du Victoria peut maintenant être considérée comme une des plus grandes bibliothèques d'exposition au monde.

## L'esplanade, sa pelouse et ses statues

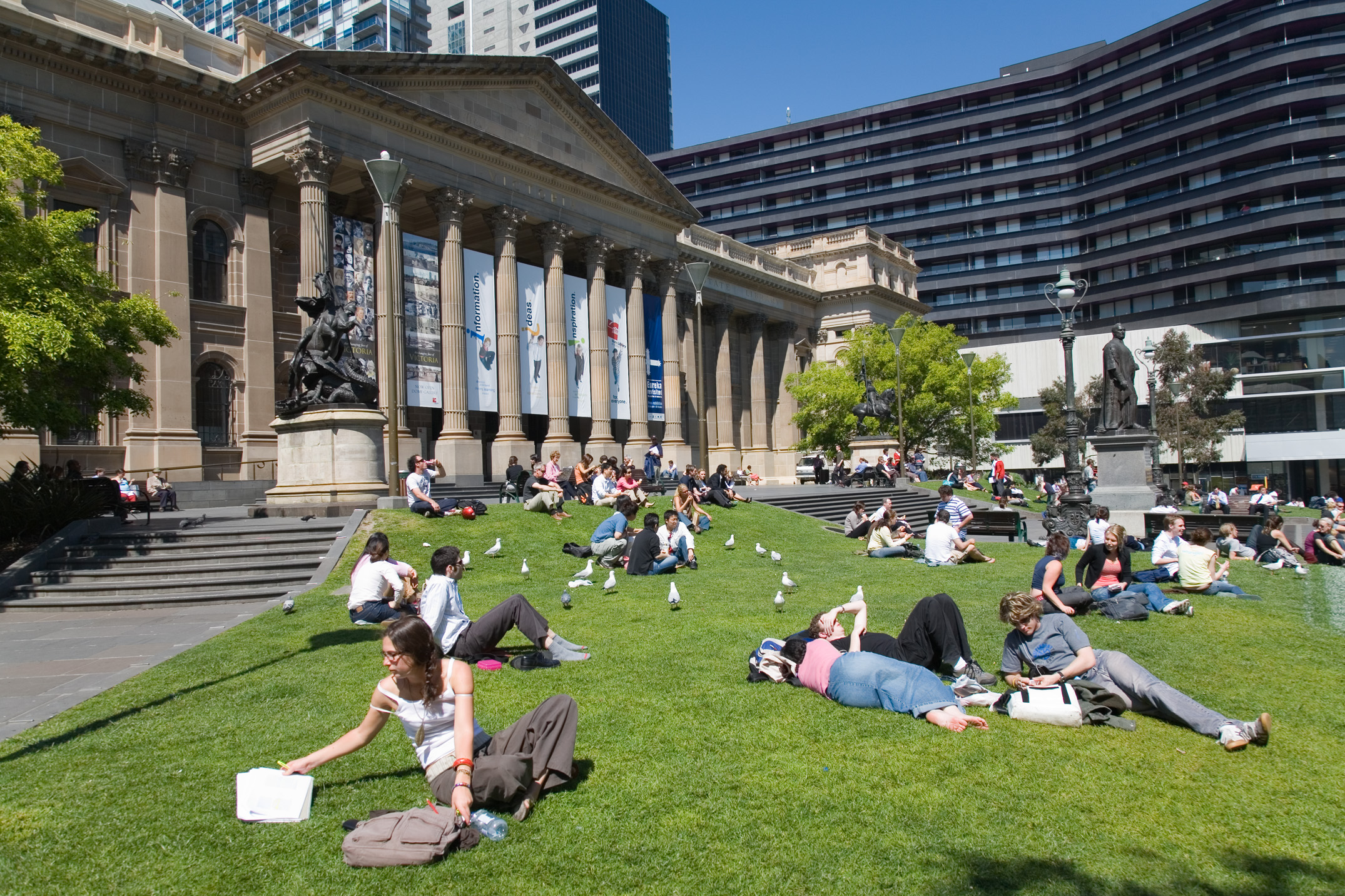
Une vue de la façade de la bibliothèque prise de la gauche depuis Swanston street

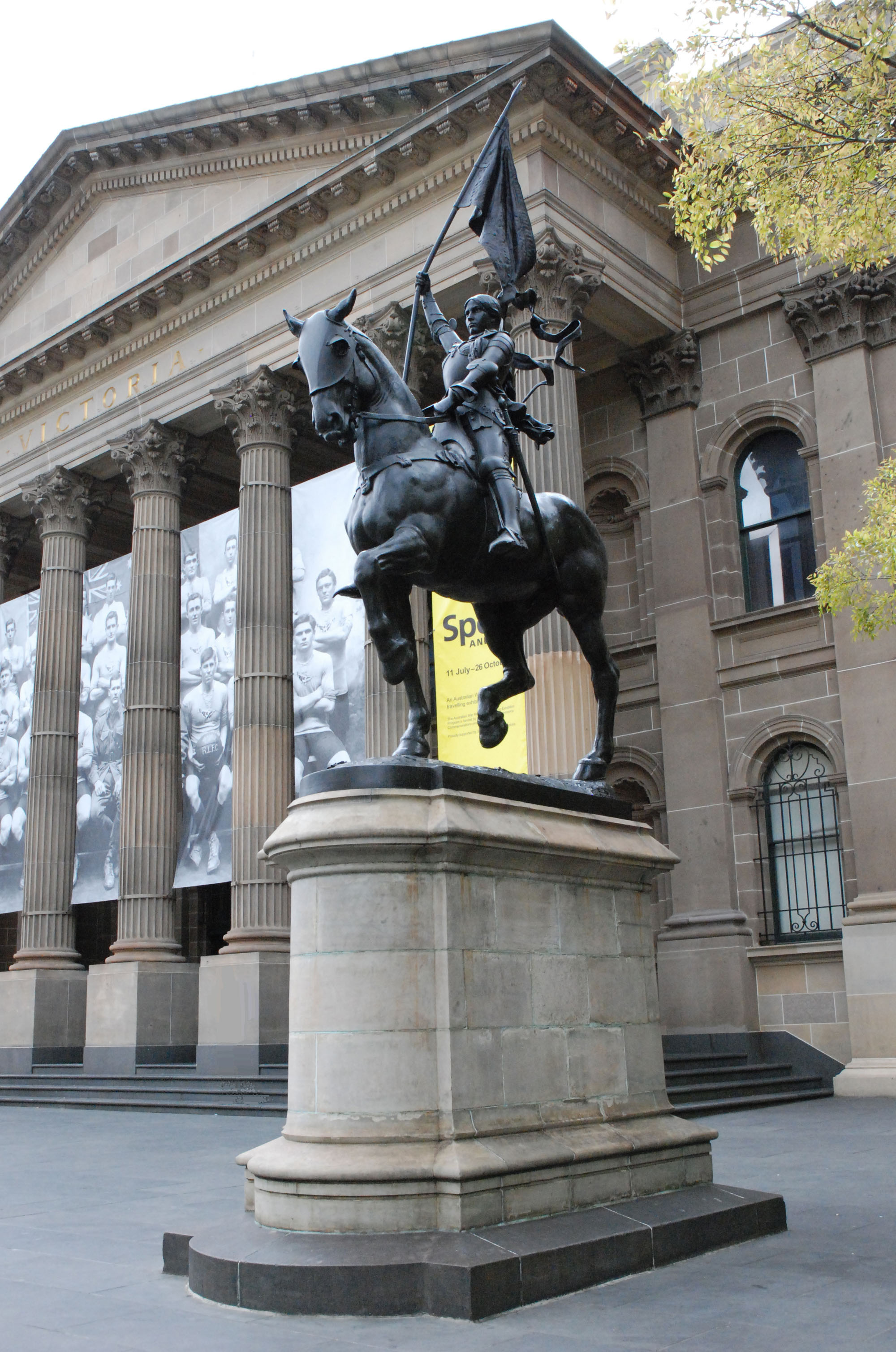
Statue de Jeanne d'Arc à droite de l'entrée principale

La pelouse, qui se trouve devant l'entrée principale de la bibliothèque donnant sur Swanston Street, est un lieu très fréquenté, au moment du déjeuner, par les employés des alentours et par les étudiants de l'Institut royal de technologie de Melbourne voisin. Clos à l'origine par une palissade, puis par une grille en fer forgé, l'espace fut rendu ouvert en 1939 par la suppression de toute clôture.
Un certain nombre de statues agrémentent l'entrée. Une paire de lions ornait le parc depuis les années 1860 et jusqu'en 1937. On y trouve aujourd'hui les statues de :
- Sir Redmond Barry, esquissée par James Gilbert, achevée par Percival Ball et installée en 1887;
- Saint Georges et le dragon, par le sculpteur anglais Joseph Boehm, installée en 1889;
- Jeanne d'Arc, une réplique de la statue du sculpteur français Emmanuel Frémiet, installée en 1907;
- Charles Joseph Latrobe, par le sculpteur australien Peter Corlett, installée en 2006.

Tous les samedis devant la bibliothèque, entre 14h 30 et 17h 30, se tient un forum d'orateurs, pendant lequel des personnes se relaient pour parler de sujets variés.

## Les salles

### La salle de lecture et le dôme

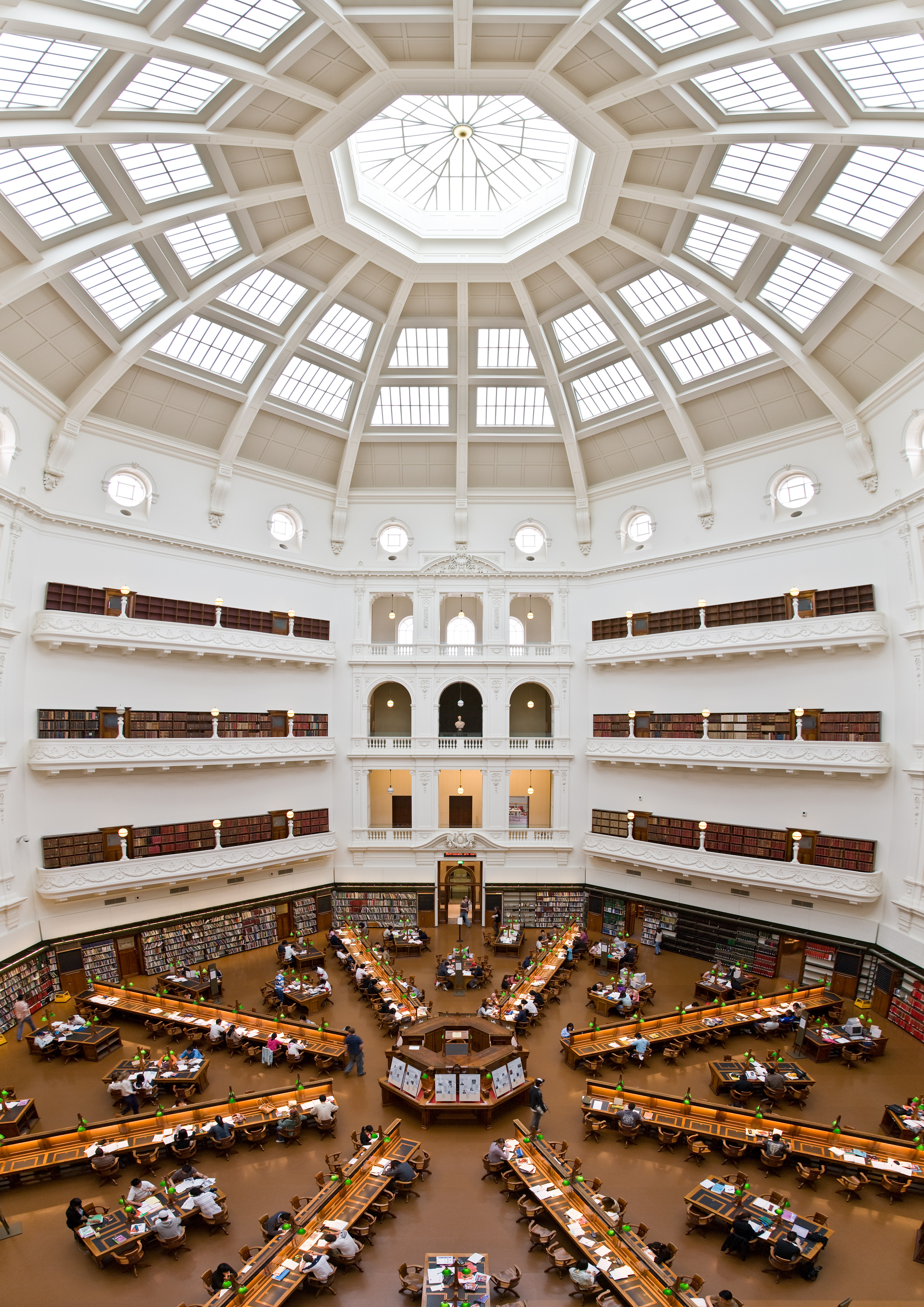
La salle de lecture La Trobe

La fameuse salle de lecture à dôme, dessinée par Norman G. Peebles, fut ouverte en 1913. Sa forme octogonale fut prévue pour pouvoir contenir plus d'un million d'ouvrages et recevoir plus de 500 lecteurs. Elle mesure 34,75 m en diamètre comme en hauteur, et son oculus fait près de 5 m de large. Lors de son achèvement, ce dôme était le plus grand de ce type au monde.
L'annexe du bâtiment La Trobe fut ouverte en 1965, afin d'accueillir la collection Australiana, qui a été déplacée depuis dans la salle de lecture La Trobe.

### Bibliothèque des arts
La bibliothèque conserve une vaste et importante collection de livres, de périodiques, d'enregistrements et d'autres documentations traitant de l'art, de la musique et du spectacle.

### Salle des échecs
La salle des échecs abrite une documentation large et variée sur l'histoire, l'étude et la pratique des  échecs, issue, entre autres, de la Collection d'échecs Anderson, une des trois plus grandes collections publiques sur les échecs au monde. En plus des livres et des périodiques traitant de ce jeu, la salle possède des tables équipées d'échiquiers et de pièces, et des vitrines exposant des objets anciens. Cette salle, à usage multiple, permet également de lire et d'étudier.

## Collections

### Bases de données
Beaucoup des bases de données électroniques de la bibliothèque sont disponibles pour tous les habitants de l'État enregistrés comme abonnés depuis leur domicile. Ces bases de données incluent l'édition complète de l'Encyclopædia Britannica, les dictionnaires et les encyclopédies d'Oxford Reference, des bases de données sur des articles de journaux et de magazines couvrant de nombreux sujets, les archives de la plupart des principaux journaux australiens et internationaux à partir de l'an 2000, ainsi que des bases de données plus spécialisées.

## Galerie

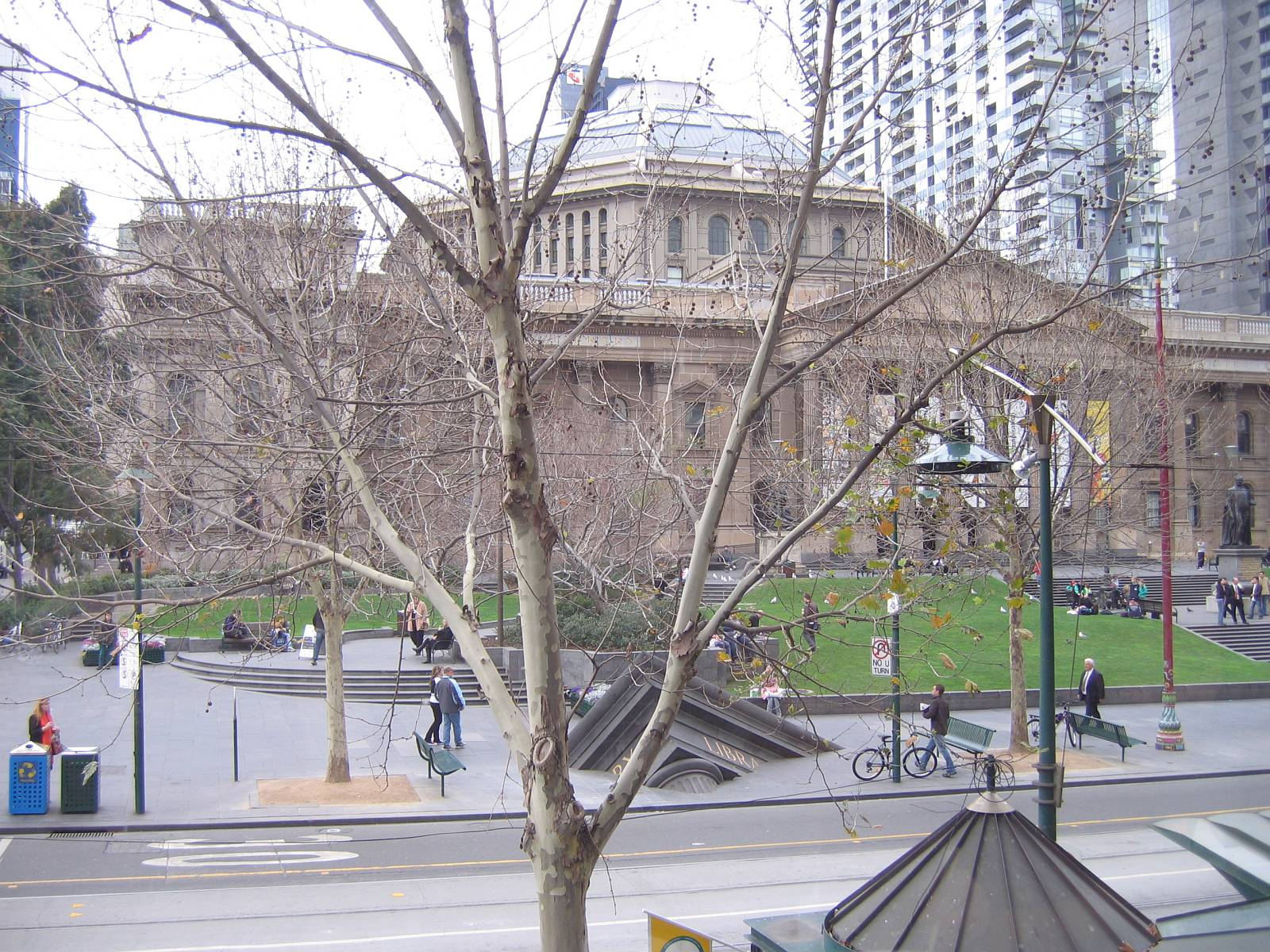
La bibliothèque vue depuis Melbourne Central, montrant la totalité du toit, dont le fameux dôme, et l'entrée par la gauche
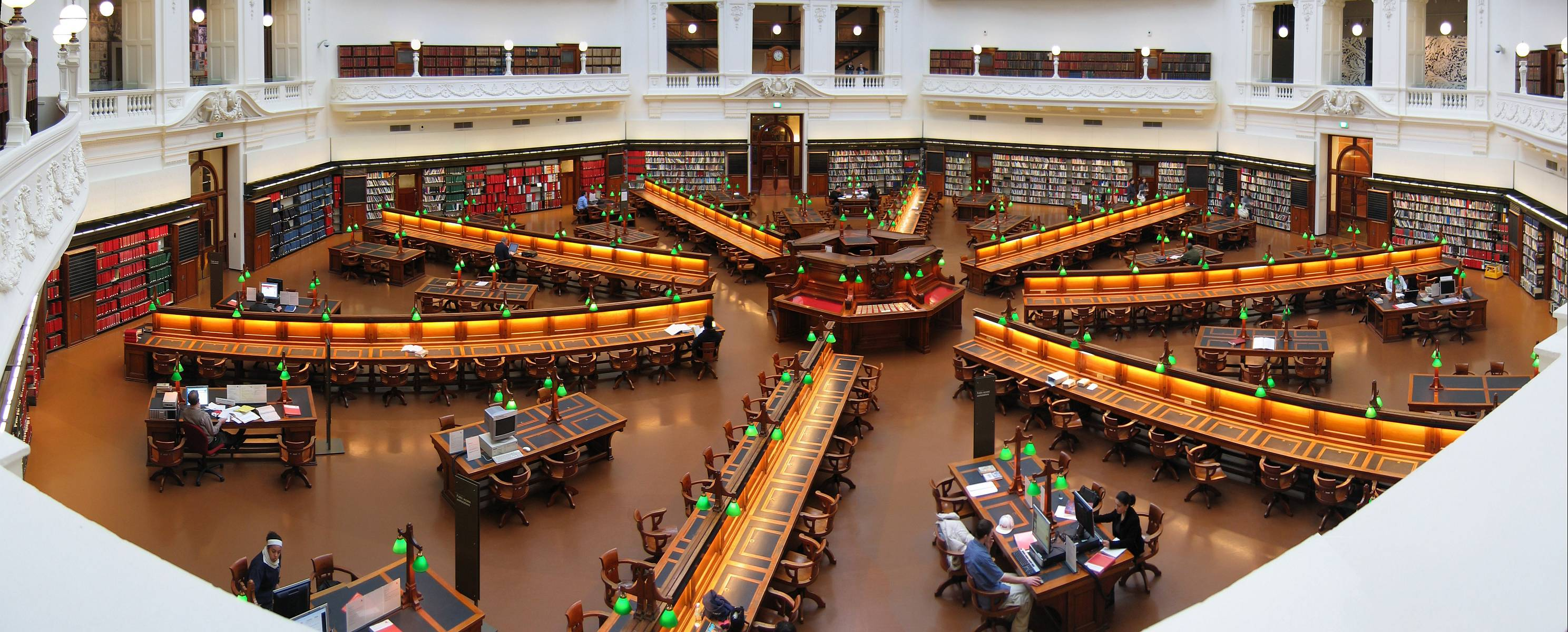
Vue panoramique de la salle de lecture La Trobe
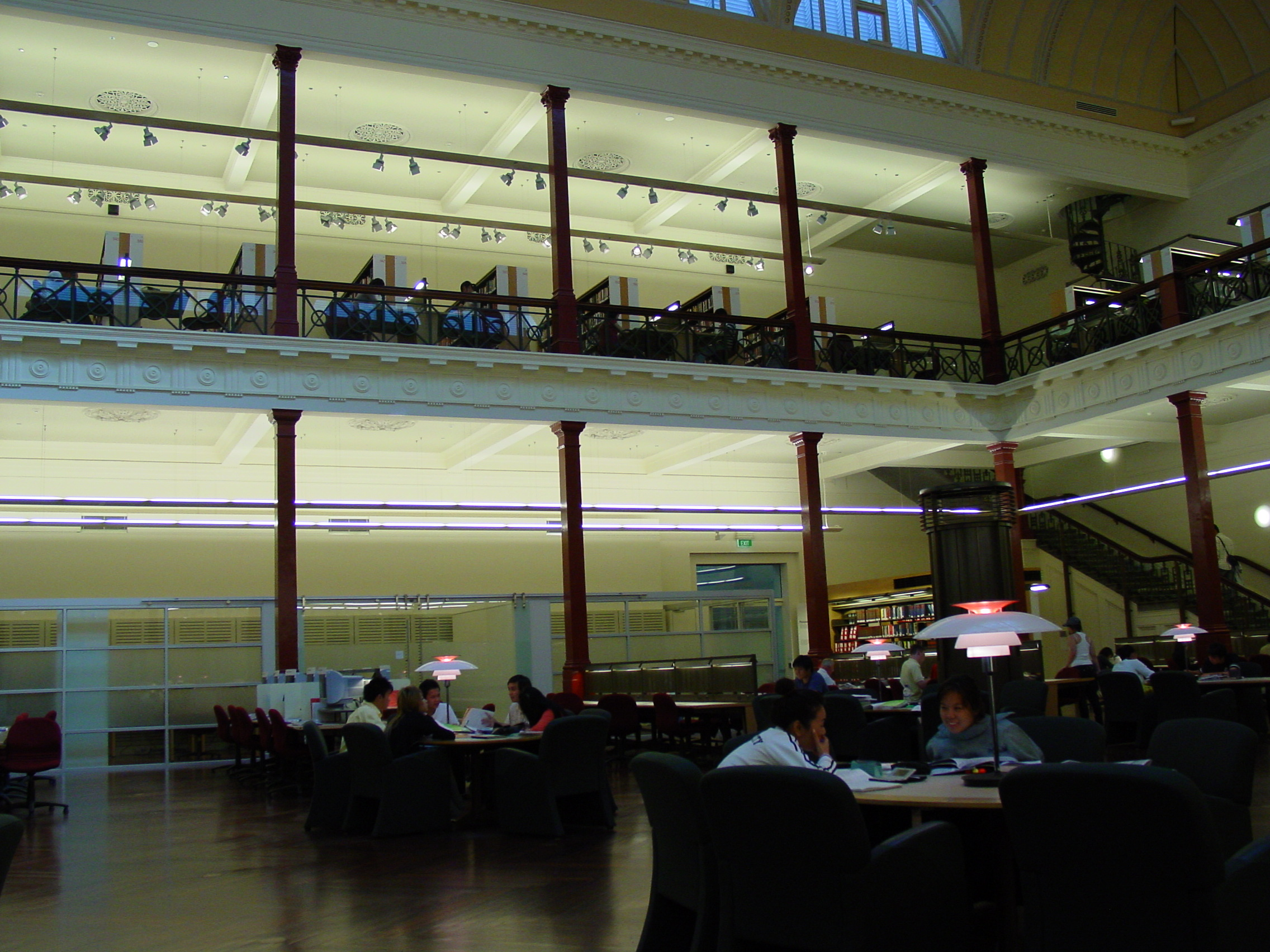
La salle de lecture Redmond Barry
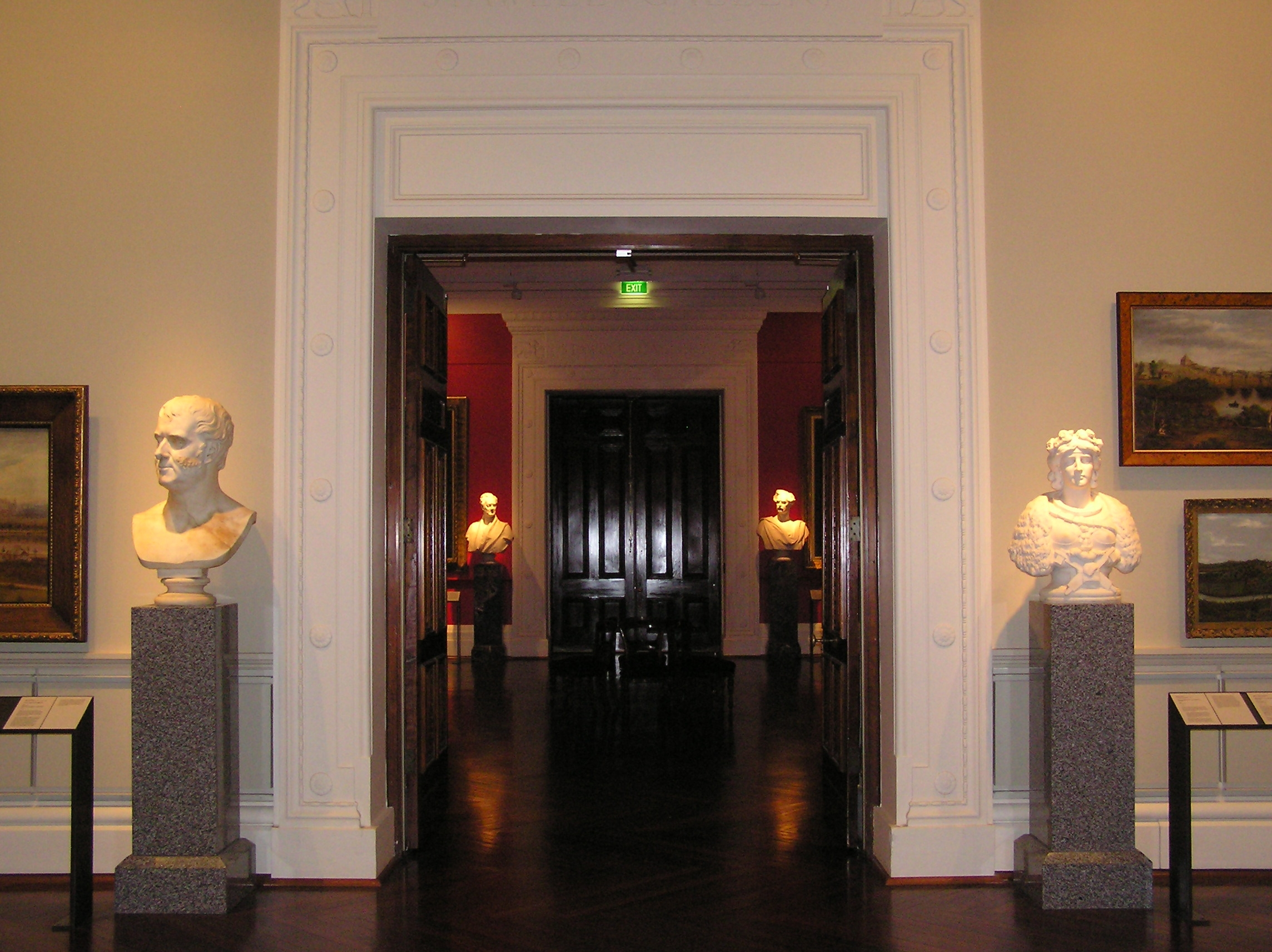
La galerie Stawell (Stawell Gallery)
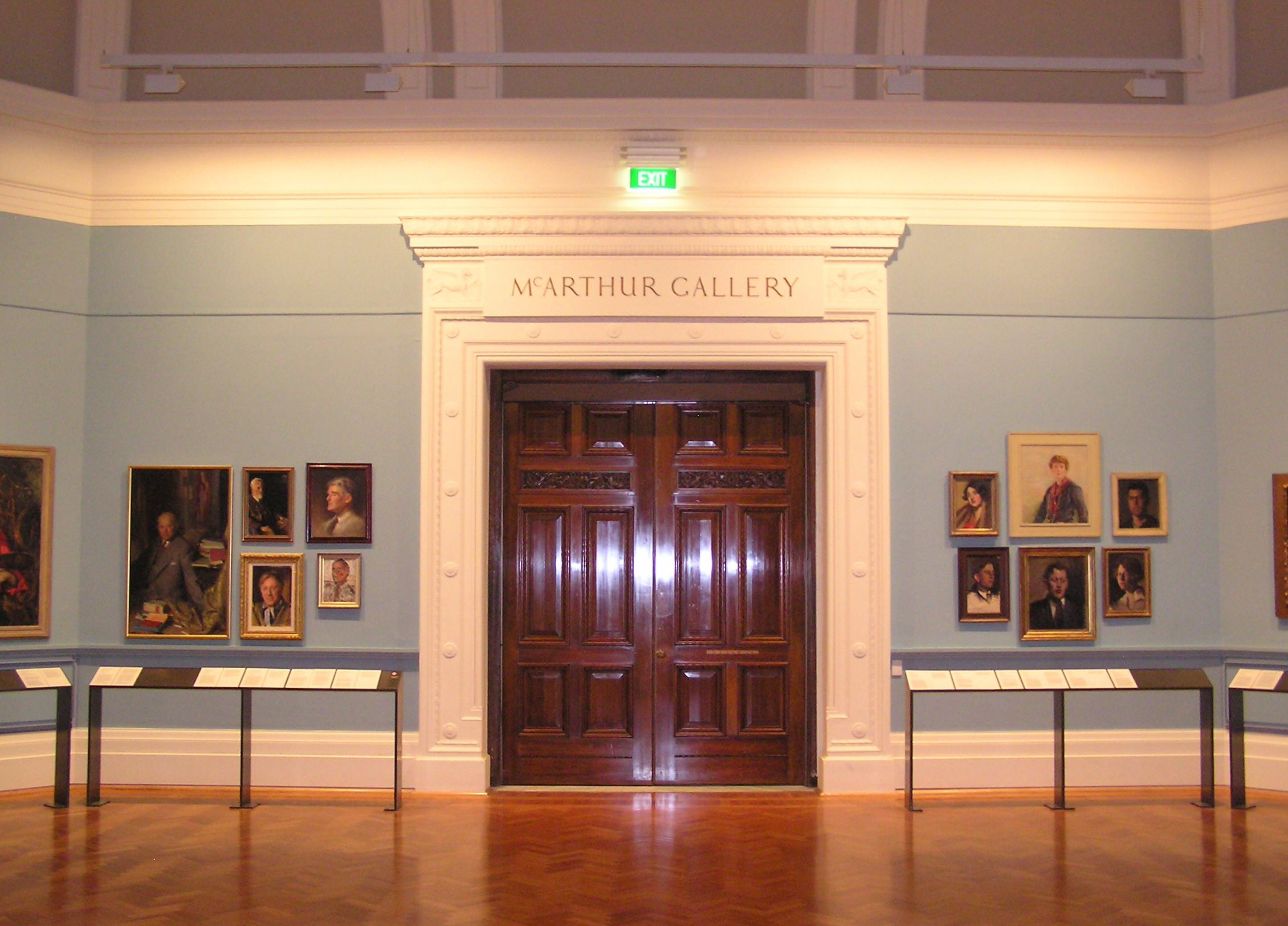
La galerie McArthur (McArthur Gallery)
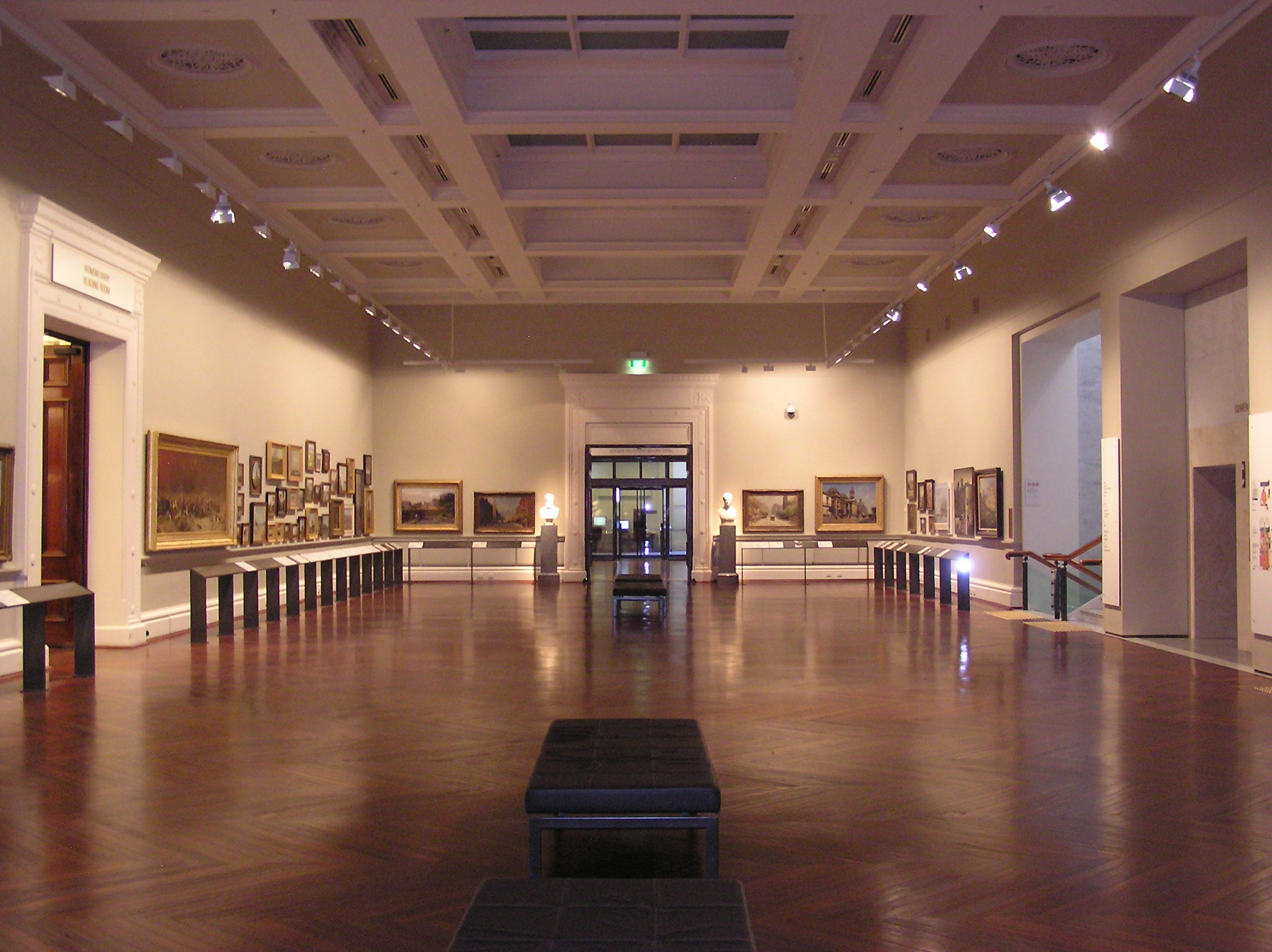
La galerie Cowen (Cowen Gallery)
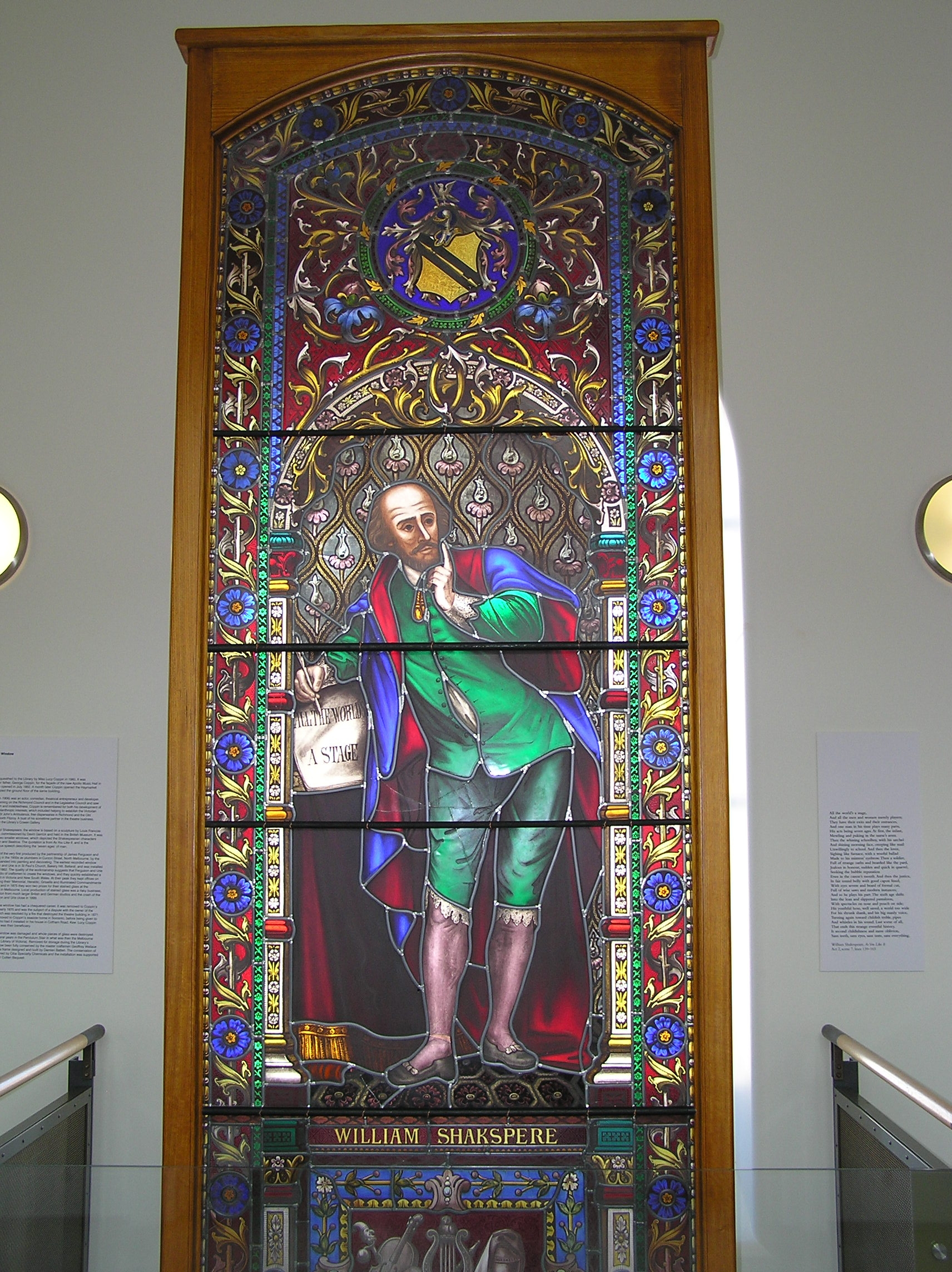
Exposition de vitraux (William Shakespeare en Dome Galleries)
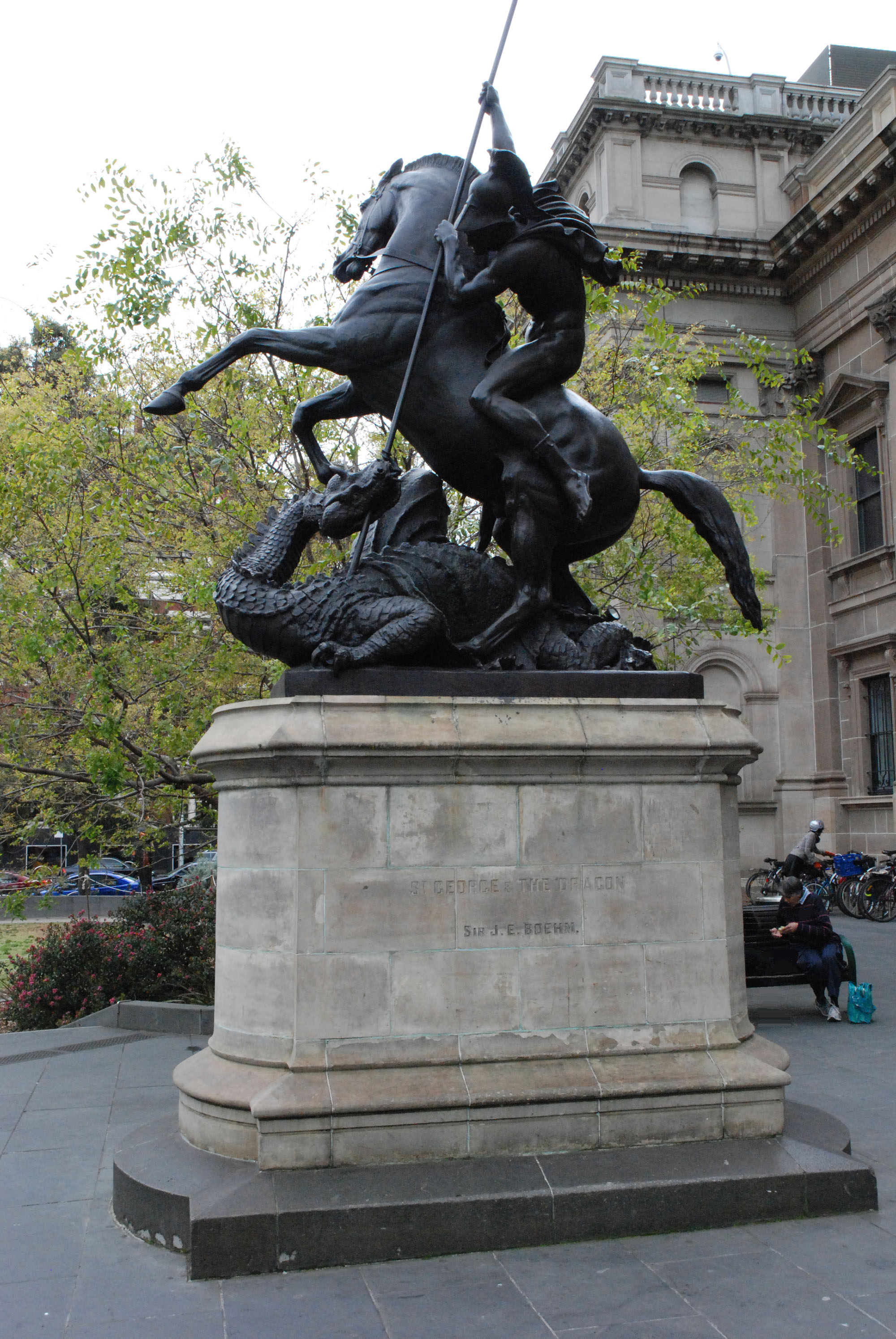
Saint Georges terrassant le dragon. Statue en façade de la bibliothèque